# Kōyō gunkan

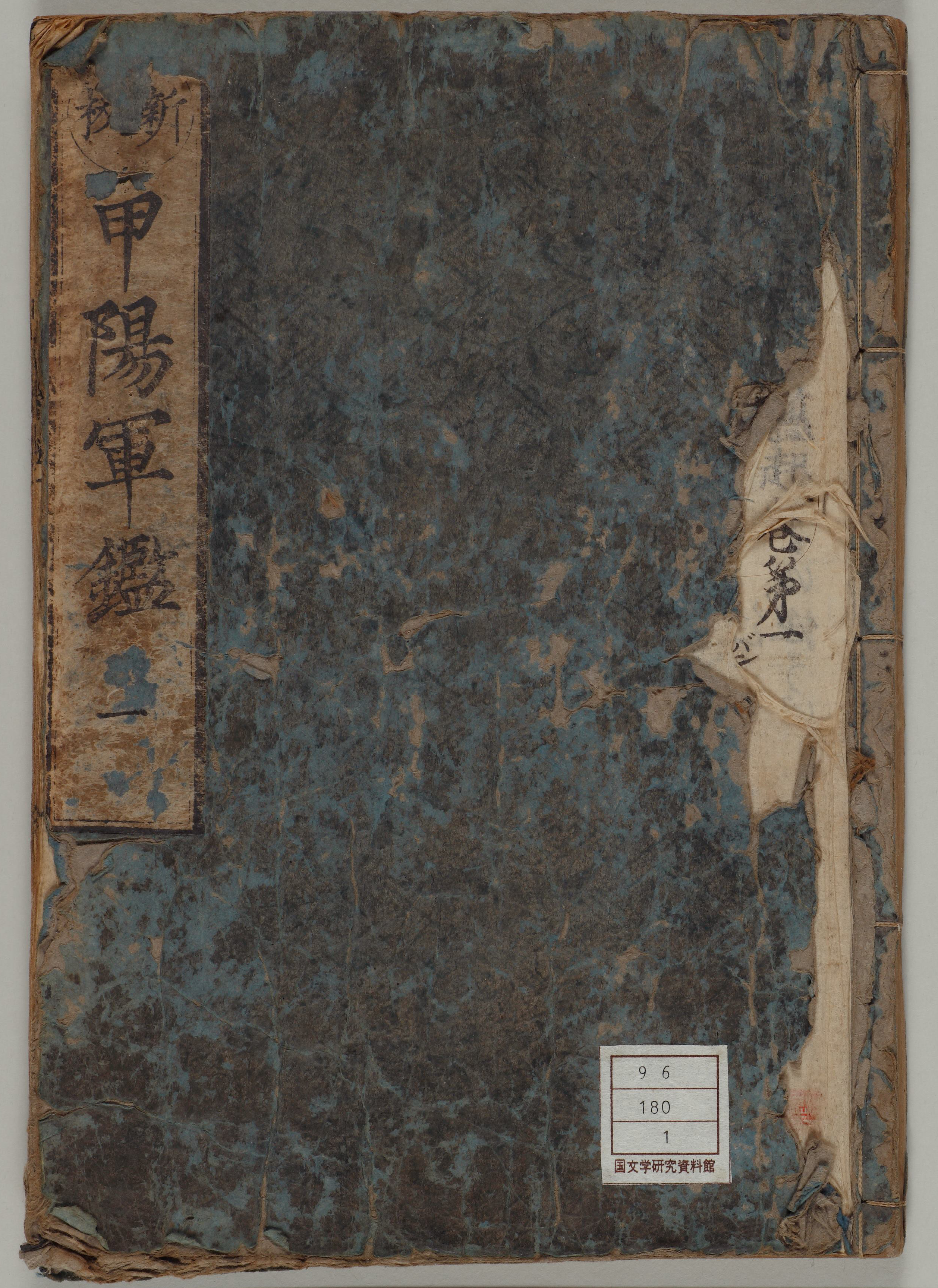
Couverture du livre Koyo gunkan.

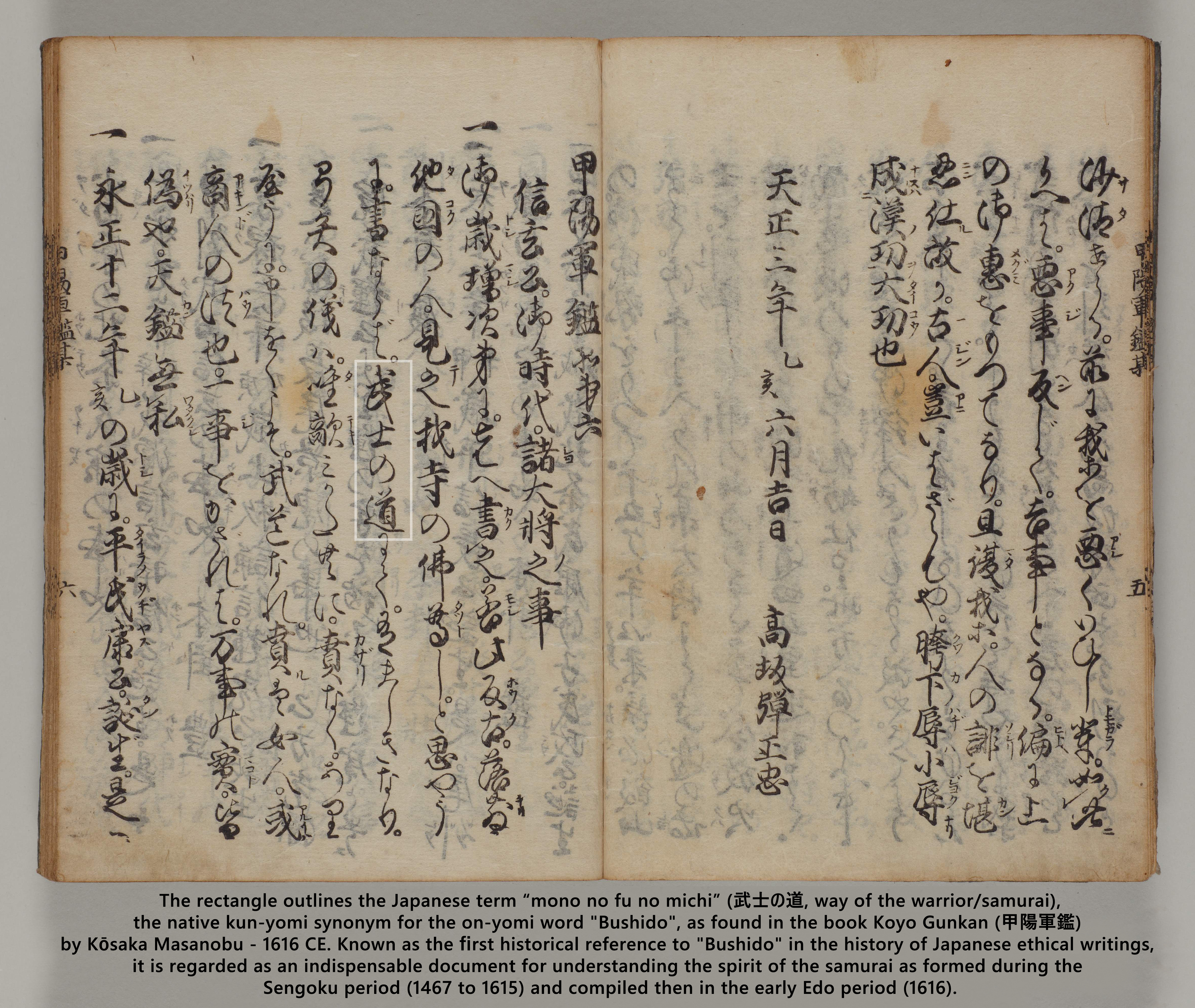
Le mot « bushido » dans le Koyo gunkan (1616).

Le Kōyō gunkan (甲陽軍鑑) est une chronique en 20 volumes des exploits militaires du clan Takeda, principalement compilée par le vassal des Takeda : Masanobu Kōsaka, et complétée en 1616 par Kanegori Obata. Elle contient certaines des descriptions et statistiques les plus détaillées sur l'art de la guerre à la période Sengoku encore disponibles aujourd'hui, et c'est dans cet ouvrage qu'il est fait mention pour la première fois de bushidō.

## Contenu

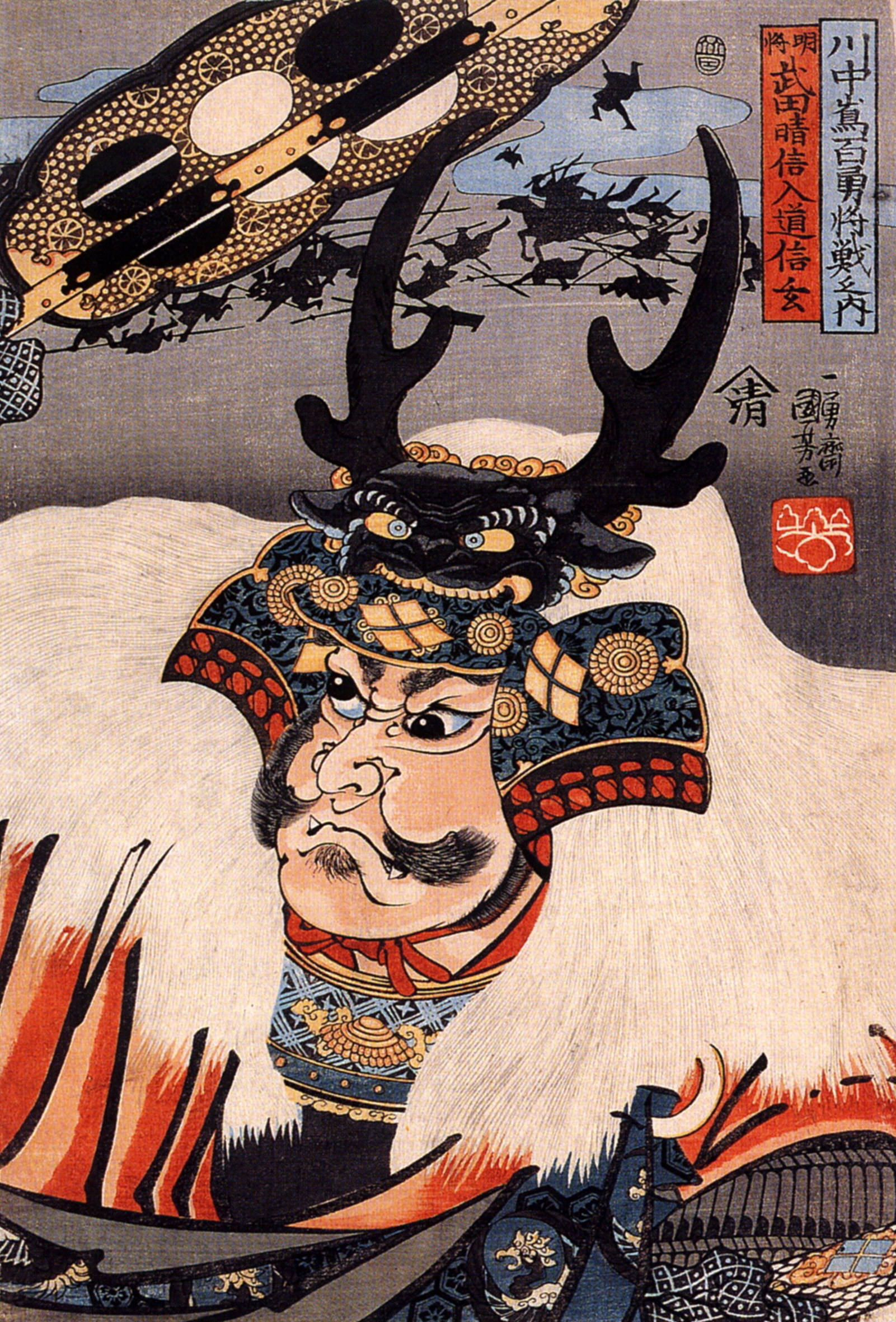
Takeda Shingen, chef de la famille Takeda, sujet du Kōyō gunkan, estampe de Utagawa Kuniyoshi.

L'ouvrage décrit chacune des principales batailles des Takeda, ne chroniquant pas seulement la stratégie et les tactiques, mais également leurs résultats. Il décrit les arquebuses chinoises utilisées à la bataille d'Uedahara en 1548, ce qui constitue le premier usage des armes à feu sur le champ de bataille au Japon. La chronique décrit aussi le célèbre affrontement un-contre-un entre Shingen Takeda contre Kenshin Uesugi à la quatrième bataille de Kawanakajima en 1561 : ayant fendu les forces Takeda, Kenshin Uesugi se taille un chemin jusqu'à la tente de commandement de Shingen, où il engage directement le combat avec lui d'un coup de sabre. Shingen pare le coup avec son éventail de guerre en acier, et attrape son propre sabre. Un vassal Takeda tue alors le cheval de Kenshin, le forçant à opérer une retraite.
Une autre section de la chronique donne l'inventaire complet de l'armée Takeda en 1573, comptant tout depuis les pages et les nobori (porte-bannières) jusqu'aux cuisiniers, vétérinaires (pour les chevaux) et commissaires aux finances. D'après le document, les 33 736 membres de l'armée Takeda incluaient 9 121 cavaliers, 18 242 suivants pour les cavaliers, 884 ashigaru au sein des hatamoto shoyakunin (suite personnelle du seigneur) et 5 489 autres ashigaru. L'analyse de l'inventaire complet de l'armée donne un aperçu intéressant de la hiérarchie des vassaux ou des alliés au sein d'une telle force.
Le Heihō okigusho contenu dans la chronique et attribué au général Kansuke Yamamoto est l'un des premiers traités japonais sur les arts martiaux, la tactique et la stratégie. Il donne des avis pratiques au sujet du port du sabre, de la lance, de l'arc et de l'arme à feu, plutôt concernant le guerrier individuel que la stratégie d'une troupe entière.
Des sections écrites par Masanobu Kōsaka expriment ses points de vue sur le code du guerrier, en relation avec la connexion entre un seigneur et son vassal. Il dépeint Shingen comme le seigneur idéal, en contraste avec son fils Katsuyori Takeda, dont le mauvais commandement entraîne rapidement la chute du clan.

## Auteurs
L'attribution de l'ouvrage à Masanobu Kōsaka est contestée par de récentes études qui suggèrent fortement que le nom de Kōsaka n'a été utilisé que pour augmenter la crédibilité du livre.